# Absichtlicher Fehler
Unter absichtlichen bzw. beabsichtigten Fehlern versteht man Fehler, die mit einer bestimmten konstruktiven oder destruktiven Absicht verursacht werden.
Bei strafrechtlich relevanten Tatbeständen spricht man auch von Vorsatz.
Dagegen abzugrenzen sind Fehler im Sinne der kognitiven Verzerrung, die unbewusst auftreten.

## Allgemeines
Die meisten Fehler entstehen durch ungewollte, unabsichtigte Handlungen, Duldungen oder Unterlassungen, beispielsweise durch mangelnde Konzentration. Werden jedoch Fehler wissentlich verursacht und Fehlerfolgen in Kauf genommen, liegt ein absichtlicher Fehler vor, sei es in guter oder böser Absicht. 
Absichtliche Fehler können bei der Planung, der Herstellung von Gegenständen, der Ausführung von Tätigkeiten oder im Betrieb begangen werden.

## Zwecke
Zwecke absichtlicher Fehler können sein:
- Aufdeckung von Sicherheitslücken, Schwachstellen und Risiken bei technischen und nicht technischen Systemen
- Schädigung technischer Systeme oder Subsysteme oder ihrer Nutzer oder Betroffenen bis hin zur Zerstörung (siehe Sabotage[1])
- Betrug, Unterschlagung, Untreue und ähnliche (Vermögens-)Straftaten
- Erzeugen von Spannung bei Aufgaben für Lehrmaterial (siehe Lernen aus Fehlern)
- Der sogenannte Persische Fehler (engl. persian flaw) wird u. a. absichtlich in orientalische Teppiche eingewoben, um zu illustrieren, dass Vollkommenheit den Gottheiten (in diesem Fall Allah) vorbehalten ist.[2]

## Beispiele
In der Psychologie gibt es den Ansatz, krankhaft ausgeprägten Perfektionismus verhaltenstherapeutisch im Sinne einer Konfrontationstherapie zu behandeln, indem man Patienten dazu auffordert, absichtlich Fehler zu machen, um so aufzuzeigen, dass Fehler nicht mit Scheitern gleichzusetzen sind.
Beispiele absichtlicher Fehler mit kriminellen Absichten sind Fälschungen aller Art, absichtlich verbreitete Computerviren (einschließlich Trojaner und Würmer), E-Mail-Spam, sowie Phishing oder Spoofing, unter Ausnutzung bekannter Sicherheitslücken.